# Ángel Cruz
Ángel Cruz Rosario, detto Monchito (San Juan, 20 settembre 1958 –   scomparso a San Juan nel 1998), è stato un cestista portoricano.

## Carriera
Con Porto Rico ha disputato i Giochi olimpici di Seul 1988, due edizioni dei Campionati mondiali (1986, 1990) e tre dei Campionati americani (1980, 1984, 1988).